# Stazione di Adamstown
La stazione di Adamstown è una stazione ferroviaria che fornisce servizio a Hazelhatch e Adamstown, contea di Dublino, Irlanda. Fu aperta il 10 aprile 2007. Attualmente le linee che vi passano sono il South West Commuter della Dublin Suburban Rail, la linea2 della Dublin Area Rapid Transit e l'InterCity che collega Dublino e Galway. Si trova poco a sud della vecchia stazione di Lucan South, chiusa nel 1947 per il trasporto di merci.
Nella stazione sono presenti tre banchine da cui è possibile accedere a 5 binari in uso. È la prima stazione sulla linea del Commuter (insieme alla Heuston station) ad avere più di due binari in uso.
La stazione è una delle due in tempi recenti, in Irlanda, ad essere stata costruita grazie a investimenti privati piuttosto che pubblici. L'altra stazione è quella di Phoenix Park.

## Servizi
- Servizi igienici
- Capolinea autolinee
- Biglietteria a sportello
- Biglietteria self-service
- Distribuzione automatica cibi e bevande